# James van Riemsdyk
James van Riemsdyk (ur. 4 maja 1989 w Middletown Township, New Jersey) – amerykański hokeista, reprezentant USA, olimpijczyk.
Jego bracia Trevor (ur. 1991) i Brendan (ur. 1996) także zostali hokeistami.

## Kariera klubowa
- Christian Brothers High (2004-2005)
- Brick Township High (2005-2006)
- U.S. National U18 Team (2005-2006)
- U.S. National U20 Team (2006-2007)
- University of New Hampshire (2007-2009)
- Philadelphia Phantoms (2009)
- Philadelphia Flyers (2009-2012)
- Toronto Maple Leafs (2012-2018)
- Philadelphia Flyers (2018-)

22 czerwca 2007 w drafcie NHL z 2007 został wybrany przez Philadelphia Flyers z numerem 2. Od tego czasu rozegrał dwa sezony w drużynie akademickiej uniwersytetu New Hampshire. W kwietniu 2009 podpisał kontrakt z Philadelphia Flyers. W barwach tego zespołu rozegrał trzy sezony NHL. W międzyczasie, w sierpniu 2011 przedłużył kontrakt z klubem o sześć lat. Umowa nie została wypełniona, jako że w czerwcu 2012 został przetransferowany do kanadyjskiego klubu Toronto Maple Leafs (w toku wymiany z Toronto do Filadelfii trafił obrońca, Luke Schenn). W połowie 2018 podpisał 5-letni kontrakt z Philadelphia Flyers.

## Kariera reprezentacyjna
Występował w juniorskich kadrach USA na turniejach mistrzostw świata do lat 17, do lat 18 i do lat 20. W reprezentacji seniorskiej uczestniczył w turniejach mistrzostw świata 2011, 2019, zimowych igrzysk olimpijskich 2014, Pucharu Świata 2016.

## Sukcesy i wyróżnienia

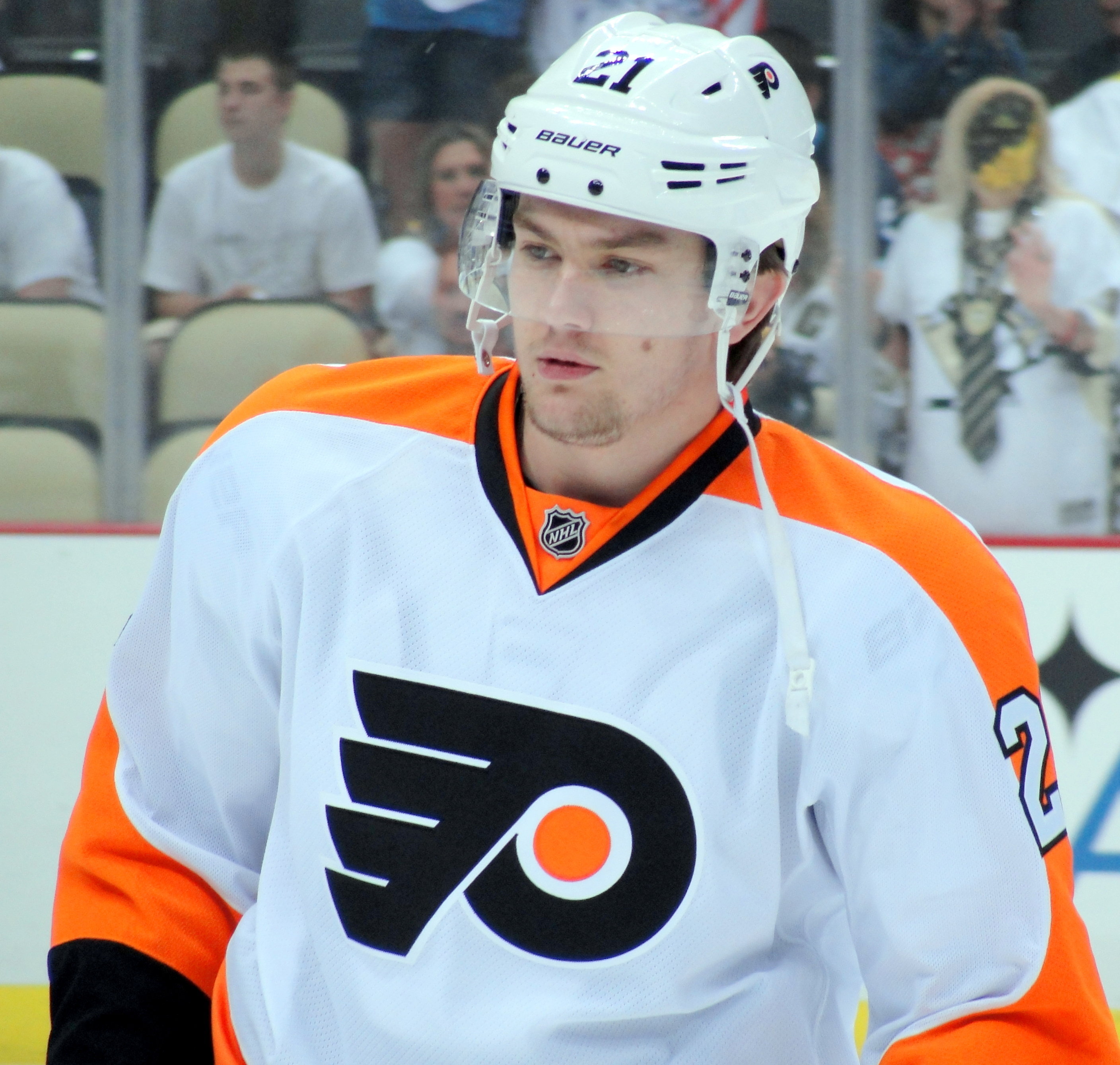
James van Riemsdyk w barwach Philadelphia Flyers (2012)

Reprezentacyjne
- Srebrny medal mistrzostw świata juniorów do lat 17: 2006
- Złoty medal mistrzostw świata juniorów do lat 18: 2006
- Srebrny medal mistrzostw świata juniorów do lat 18: 2007
- Brązowy medal mistrzostw świata juniorów do lat 20: 2007

Klubowe
- Mistrzostwo dywizji NHL: 2010, 2013 z Chicago Blackhawks
- Mistrzostwo konferencji NHL: 2010, 2013 z Chicago Blackhawks
- Presidents’ Trophy: 2013 z Chicago Blackhawks
- Clarence S. Campbell Bowl: 2010, 2013 z Chicago Blackhawks
- Puchar Stanleya: 2010, 2013 z Chicago Blackhawks

Indywidualne
- Mistrzostwa świata do lat 18 w hokeju na lodzie mężczyzn 2007/Elita:
  - Czwarte miejsce w klasyfikacji kanadyjskiej turnieju: 12 punktów[7]
- Drugie miejsce w klasyfikacji strzelców turnieju: 5 goli[8]
  - Drugie miejsce w klasyfikacji asystentów turnieju: 7 asyst[9]
  - Skład gwiazd turnieju[10]
  - Najlepszy napastnik turnieju[11]
- Sezon NCAA (Wschód) 2007/2008:
  - Skład gwiazd pierwszoroczniaków
- Mistrzostwa Świata Juniorów w Hokeju na Lodzie 2008/Elita:
  - Pierwsze miejsce w klasyfikacji kanadyjskiej turnieju: 11 punktów (5 goli i 6 asyst)
  - Jeden z trzech najlepszych zawodników reprezentacji
  - Skład gwiazd turnieju
- Sezon NCAA (Wschód) 2008/2009:
  - Drugi skład gwiazd
- Mistrzostwa Świata Juniorów w Hokeju na Lodzie 2009/Elita:
  - Jeden z trzech najlepszych zawodników reprezentacji
- Sezon NHL (2009/2010):
  - Najlepszy pierwszoroczniak miesiąca – listopad 2009
- Hokej na lodzie na Zimowych Igrzyskach Olimpijskich 2014 – turniej mężczyzn:
  - Pierwsze miejsce w klasyfikacji asystentów turnieju: 6 asyst
  - Czwarte miejsce w klasyfikacji kanadyjskiej turnieju: 7 punktów
  - Pierwsze miejsce w klasyfikacji +/− turnieju: +7